# Sven Erikson

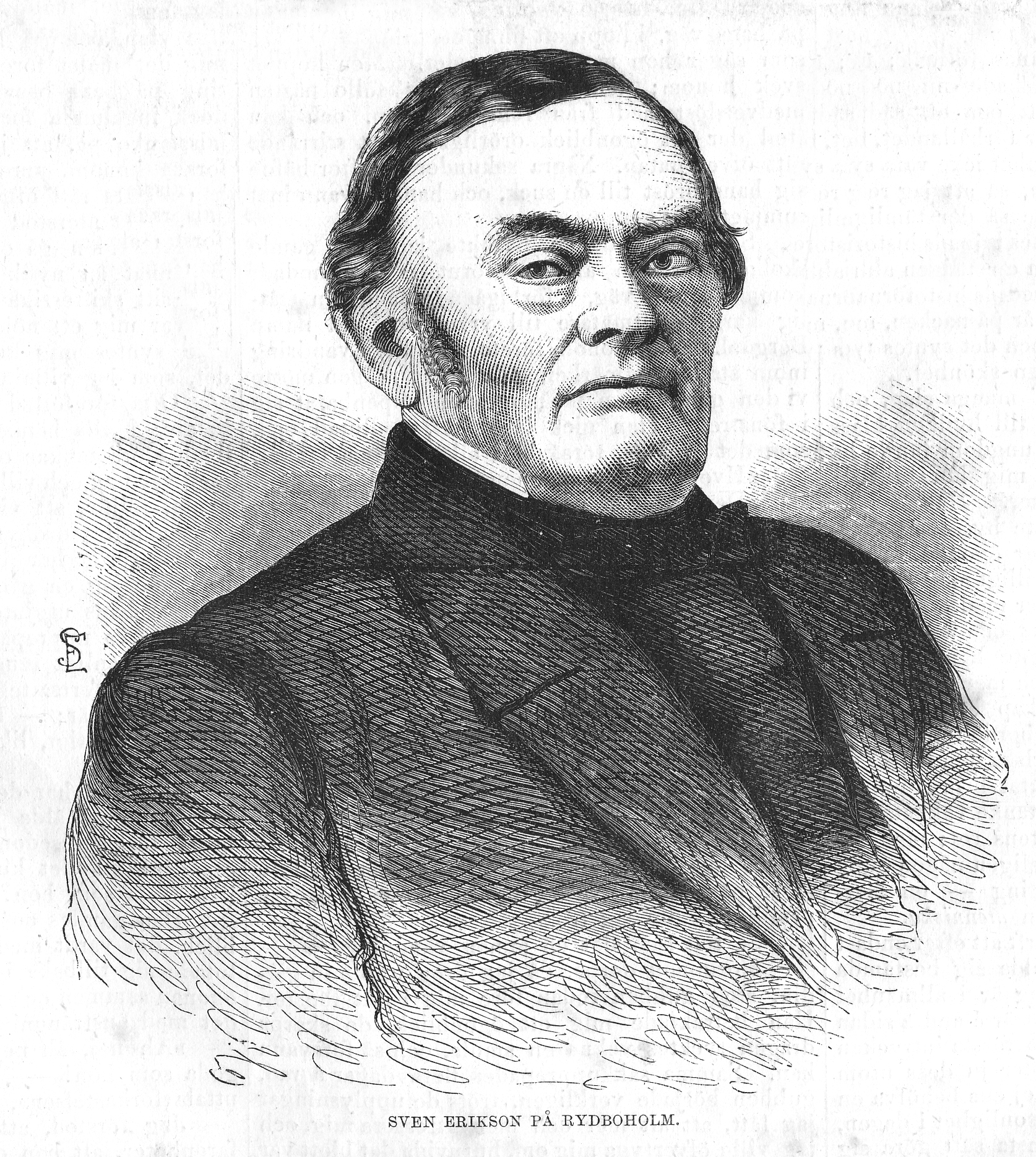
Sven Erikson från "Hemvännen" 1877.

Sven Erikson, född 29 mars 1801 i Stämmemad i Kinna socken i Västergötland, död 25 maj 1866 i Rydboholm i Kinnarumma socken, var en svensk textilförläggare och nydanande fabrikör. Sven Eriksonsgymnasiet i Borås är uppkallat efter honom.

## Biografi
Sven Erikson var son till hemmansägare och förläggaren Erik Andersson och Kerstin Andersdotter, känd i Mark som Mor Kerstin. Under 1830-talet organiserade han ett tusental väverskor i en mycket omfattande förläggarrörelse i Marks härad i Västergötland och sålde varorna i Borås och Göteborg. I Rydboholm upprättade han tillsammans med grosshandlaren J. Francke och köpmannen J. C. Bäfverman 1834 Rydboholms Konstväfveribolag (från 1847 Rydboholms Väfverifabrik), vilket var Sveriges första mekaniska bomullsväveri. 
Han inrättade även ett mekaniserat bomullsspinneri i Rydal 1853 och 1849 köpte han Viskafors bruk och 1854 en fabrik i samma socken. Verksamheten utökades till hela Marks härad och Erikson var vid sin död synnerligen förmögen - han efterlämnade sig närmare två miljoner riksdaler. 

### Familj
Han var gift med Anna Johansdotter, och fick sex barn, bland annat:
- Edla Erikson, mor till riksdagsmannen Edvin Håkanson
- Anna Erikson, född 1830 död 1893. Gift med Olof Hallin och mor till Hjalmar Hallin
- Direktören och riksdagsmannen Johannes Erikson, född 1839